# Ізоаміловий спирт
Ізоаміловий спирт (3-метил-бутанол-1) — одноатомний спирт з хімічною формулою (CH3)2CHCH2CH2OH. В'язка прозора рідина з різким неприємним запахом. Температура кипіння 132,1°С, густина — 0,814 при 20 °С.
Ізоаміловий спирт — продукт спиртового бродіння. Такий спирт складає основну частину сивушного масла, куди входить також ізобутиловий та пропіловий спирти та оптично активний 2-метилбутанол-1. Сивушні спирти утворюються не з вуглеводів, як етиловий спирт, а з амінокислот, що є продуктом гідролізу білків. Так з валіну утворюється ізобутиловий спирт, з ізолейцину — аміловий (2-метилбутанол-1), з лейцину — ізоаміловий.

## Застосування
Ізоаміловий спирт застосовують в промисловості як розчинник, а також для виготовлення есенцій, що мають приємний фруктовий аромат. Деякі з таких есенцій використовують у парфумерії. Його також застосовують для отримання ізоамілацетату, що використовується при виробництві нітроцелюлозних лаків, амілнітриту (медична галузь).
Токсичність ізоамілового спирту в 10-15 разів перевищує токсичність етилового. Діє на центральну нервову систему, має наркотичний ефект. При попаданні в організм 0,5 г ізоамілового спирту з'являється головний біль, нудота, рвота. Летальним для людини може бути 10-15 г цього спирту.

### Аналітичне виявлення
Для виявлення вмісту ізоамілового спирту застосовують реакцію Комаровського, що основана на забарвленні вищих спиртів ароматичними альдегідами, наприклад: ванілін, бензальдегід, n-диметиламінобензальдегід тощо. Крім цього для виявлення використовується реакція окиснення його до ізовалеріанової кислоти та реакція утворення ізоамілацетату. Всі вище згадані реакції дають якісний аналіз тільки при відсутності води. Тому перед виконанням реакцій з дистиляту ізоаміловий спирт екстрагують діетиловим етером.